# Estación de Polígono industrial del Segre
Polígono Industrial el Segre es un apeadero de la línea Lérida-Puebla de Segur. Se ubica entre el Polígono Industrial el Segre y el Parque de la Mitjana y frente al Molí de Cervià, en la partida de Grenyana de Lérida.
La Generalidad de Cataluña aprobó un apeadero consistente en un andén de 80 metros de largo por tres de ancho y una marquesina similar a la de otras estaciones de la línea,  con un presupuesto de unos 453.000 € y que daría servicio a 23.000 viajeros al año. 
El proyecto incluye la construcción de una nueva acera que conectará el apeadero con la avenida de la Industria del polígono.
La nueva estación fue anunciada en abril de 2016,  aunque las obras no se iniciaron hasta noviembre de 2023. La estación, de parada facultativa, entró en funcionamiento el 18 de marzo de 2024.
| origen/destino  | anterior/siguiente | Línea           | siguiente/anterior | destino/origen |
| --------------- | ------------------ | --------------- | ------------------ | -------------- |
| Lérida Pirineos | Lérida Pirineos    |                 | Alcoletge          | Balaguer       |
| Lérida Pirineos | Lérida Pirineos    | Puebla de Segur | Alcoletge          |                |